# 黑店
黑店指某商店以不光采、不光明正大的方法經營生意，常因此是一個貶義詞，經營黑店的商人也常常稱之為黑商。黑商手法多樣，但都是以詐騙或誤導手法促銷。
黑店不一定是「非法集團」，有些是中小企商店，有些是有組織犯罪集團、有黑金政治包庇的企業。後者可能有法律顧問、政黨、傳媒、太子黨背景。 即使個別子公司被控入罪，有限公司加上受薪持牌人制度，黑店改名之後，可以無限次重新開業。

## 常見的黑商手段
- 謀取暴利
- 出售盜版、犯法物品
- 層壓式推銷
- 以錯誤資訊誤導消費者（錯誤的產地標示、號稱無化學添加物卻有加、不清晰的標價[1]等）

## 消費者八大權益
- 滿足基本需要
- 獲得安全保障
- 取得正確資料
- 自由選擇
- 發表意見
- 獲得公正的賠償
- 接受消費者教育
- 享有可持續發展及健康的環境

## 符合定義的例子
- 2009年12月22日，香港消費者委員會點名9間推銷高清電視機頂盒公司，打擊不良銷售手法遏止投訴上升。[2]
- 奢侈品或藝術品的仿冒。在奢侈品市場，由於售價過高，及象徵身份，成為一種人人都可能會追求的時尚態度。因此有盜版的出現，但因為沒有品牌但其他不屬於生產成本的因素，售價可以是正貨的百份之一。儘管盜版貨之中比較好的A貨都可以由生產證書、目測法分別真假。
- 玩具的抄襲。如氣槍，在2000年代開始有中港台商人仿製名牌正廠氣槍。當中以大陸山寨日本Marui的氣槍最為著名。山寨品一般無質素可言，槍身亦沒有真槍方面的許可核印，有別於一些氣槍正廠有事先得到相關真槍廠的版權許可。但山寨品售價較正品低最少一半。
- 山寨手機，近年智能手機大熱，部份正版電話被人瘋狂抄賣，成為潮物。因此有人抄襲並生產那些手機並加已修改圖利，仿製品價錢與真品價錢差遠，多的都有1/5至1/6的差價，非常吸引。但山寨手機的品質有好有壞，甚至出現電池爆炸案。比較有名的山寨手機為外形和介面差不多似足iPhone的「SoPhone」。
- 青島天價蝦事件
- 哈爾濱天價魚事件

## 遭遇黑店的處理方式
- 找當地的經濟工商主管部門投訴
- 在黑夠了這個黑店曝光平台曝光黑店的不法行為
- 如果被嚴重侵權，請到法院去提起控訴

## 相關
- 利潤最大化
- 消費者委員會